# Bracquetuit
Bracquetuit är en kommun i departementet Seine-Maritime i regionen Normandie i norra Frankrike. Kommunen ligger i kantonen Tôtes som tillhör arrondissementet Dieppe. År 2022 hade Bracquetuit 333 invånare.

## Befolkningsutveckling
Antalet invånare i kommunen Bracquetuit
| Referens: INSEE |